# Мануковський Микола Федорович
Микола Федорович Мануковський (15 жовтня 1926, село Друга Усмань Воронезького повіту Воронезької губернії, тепер село Нова Усмань Воронезької області, Російська Федерація — 28 вересня 1995, село Нова Усмань Воронезької області, Російська Федерація) — радянський діяч, бригадир тракторної бригади колгоспу імені Кірова Новоусманського району Воронезької області. Член ЦК КПРС у 1961—1966 роках. Депутат Верховної Ради Російської РФСР 5—6-го скликань, член Президії Верховної Ради РРФСР 6-го скликання. Герой Соціалістичної Праці (25.12.1959).

## Життєпис
Народився в селянській родині. Закінчив шість класів середньої школи.
Трудову діяльність розпочав у 1941 році колгоспником, плугатарем колгоспу імені Кірова село Друга Усмань Воронезької області. У 1942—1943 роках навчався на курсах трактористів.
У 1943—1959 роках — тракторист Новоусманської машинно-тракторної станції (МТС) Новоусманського району Воронезької області.
Член ВКП(б) з 1951 року.
У 1956 році разом з помічником повністю механізував вирощування кукурудзи і отримав по 375 центнера зеленої маси з гектара на площі 130 гектарів, в 1958 році — по 412 центнери зеленої маси, у тому числі по 96 центнерів з гектара качанів молочно-воскової стиглості на площі 200 гектарів.
У 1959—1982 роках — бригадир тракторної бригади комплексної механізації колгоспу імені Кірова (з 1969 року — радгоспу «Кіровський») села Нова Усмань Новоусманського району Воронезької області. 
Указом Президії Верховної Ради СРСР від 25 грудня 1959 року за проявлену ініціативу із впровадження комплексної механізації обробітку кукурудзи і інших сільськогосподарських культур, що дозволило різко збільшити виробництво і понизити собівартість продуктів сільського господарства, Мануковському Миколі Федоровичу присвоєно звання Героя Соціалістичної Праці з врученням ордену Леніна і золотий медалі «Серп і Молот».
З 1982 року до виходу на пенсію працював слюсарем-інструментальником в радгоспі «Кіровський». Мешкав в рідному селі — районному центрі Нова Усмань.
Помер 28 вересня 1995 року, похований на сільському цвинтарі Нової Усмані Воронезької області.

## Нагороди і звання
- Герой Соціалістичної Праці (25.12.1959)
- два ордени Леніна (25.12.1959, 23.06.1966)
- орден Трудового Червоного Прапора (14.02.1975)
- два ордени «Знак Пошани» (15.01.1957, 8.04.1971)
- золота медаль Всесоюзної сільськогосподарської виставки
- медалі